# (5713) 1982 FF3
(5713) 1982 FF3 là một tiểu hành tinh vành đai chính. Nó được phát hiện bởi Henri Debehogne ở Đài thiên văn La Silla ở Chile ngày 21 tháng 3 năm 1982.